# 588:e nattbombregementet

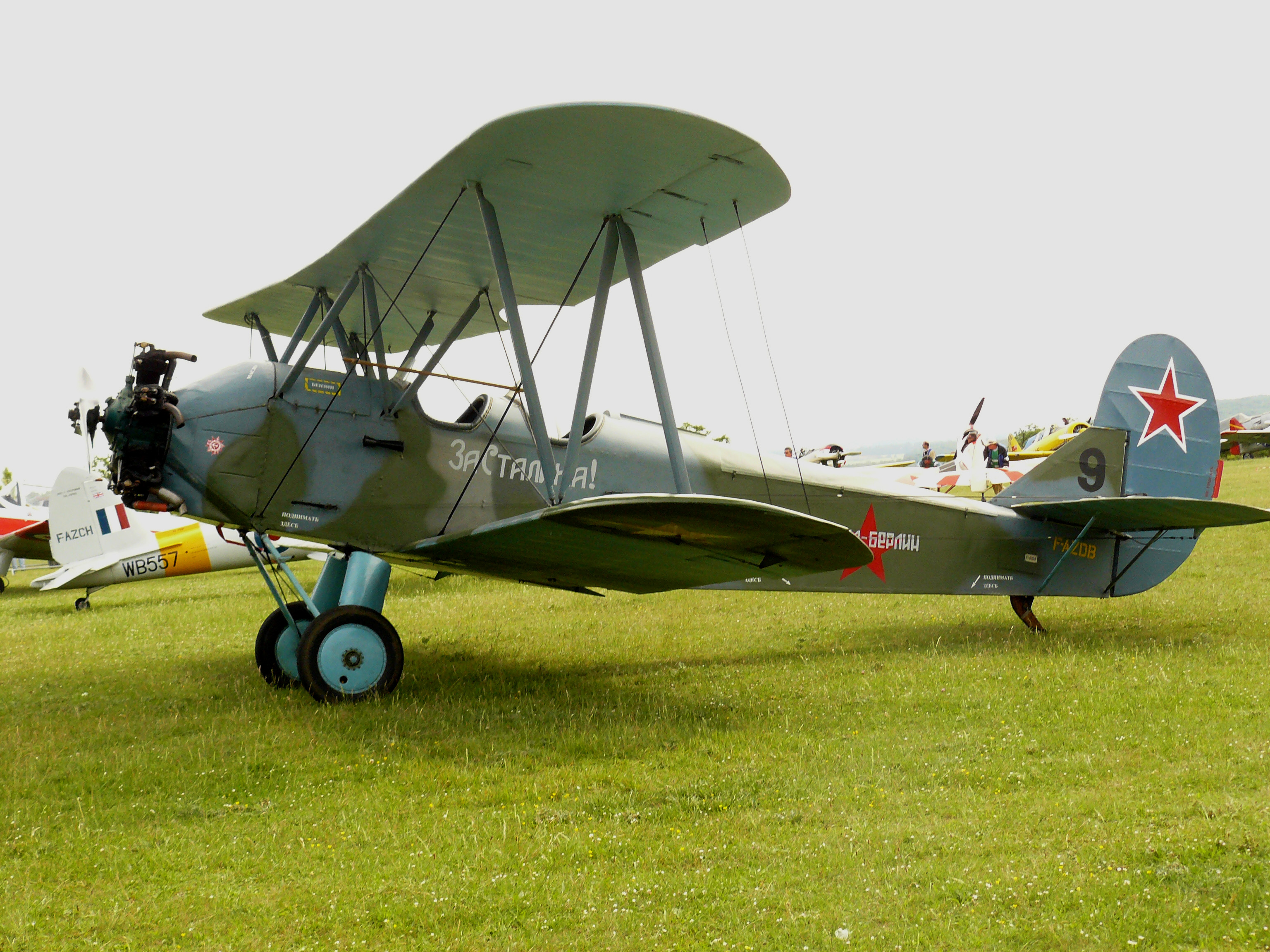
Regementet flög med Polikarpov Po-2-biplan.

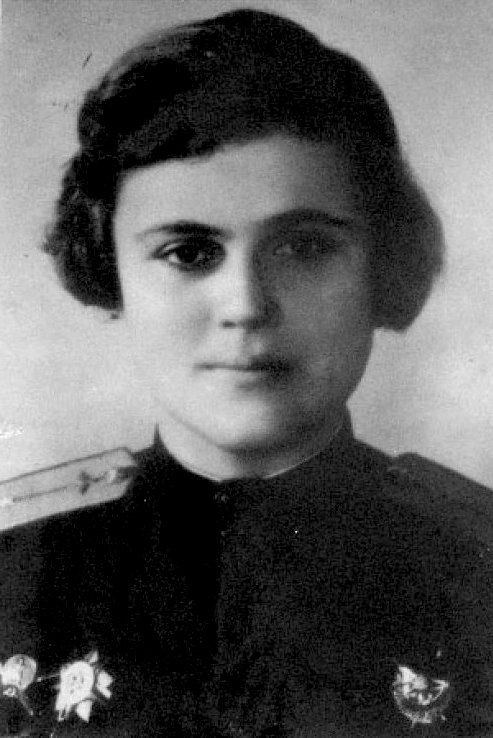
Överlöjtnant Jevgenija Rudneva, navigatör.

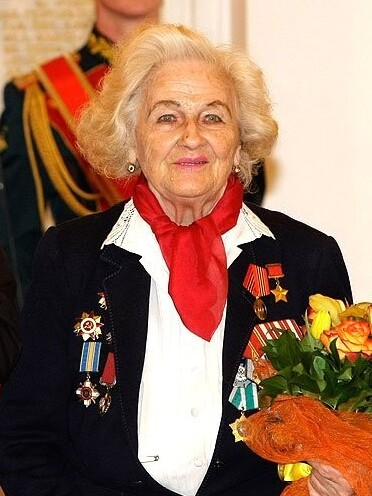
Kapten Nadezjda Popova, pilot (foto: 2009).

588:e nattbombflygregementet (ryska: 588-й ночной легкобомбардировочный авиационный полк), främst kända under öknamnet Natthäxorna (tyska: Nachthexen), var ett sovjetiskt nattbombregemente på östfronten under andra världskriget, grundat av major Marina Raskova 1941, som trots stora krigsmateriella motgångar gick med stor framgång mot den tyska krigsmakten. All personal i regementet, från piloter till mekaniker och lastare var kvinnor, liksom de analoga kvinnliga 586:e jaktflygregementet och 587:e bombflygregementet.
Regementet brukade annars helt obsoleta Polikarpov Po-2 övningsflygplan, knappt snabbare än en bil på motorväg men med bra stall- och lågfartsegenskaper, varav regementet lyckades använda dess motgångar till stor fördel för deras nattbombräder. De är bland annat kända för att ha kapat motorn på låg höjd inpå luftanfall och glidflyget in över målen utan mycket ljud, varför de ofta inte upptäcktes av fienden i tid att reagera. När det väl kommit fram att regementet utgjordes av kvinnor fick de därför öknamnet Nachthexen (natthäxorna) av tyskarna.

## Historia

### Bakgrund
Efter det tyska anfallet på Sovjet 1941 lät det sovjetiska flygvapnet sätta upp tre regementen med enbart kvinnor, varav ett var 588 NABP. De var utrustade med de omoderna Polikarpov Po-2-biplanen, vilka annars endast användes som skolflygplan och som bara kunde ta med två bomber (med en sammanlagd vikt på mindre än 1 000 kg). Tyskarna gav dem smeknamnet "Nachthexen", bland annat på grund av formationens taktik att med avslagna motorer glidflyga in mot bombmålet (och det svagt vinande ljud som då skapades). 

### Hårt motstånd
588:e var involverat i de intensiva striderna i Kubanområdet i södra Ryssland. De flög sina uppdrag mot hårt motstånd och kom bland annat i strid med den högpresterande tyska flygflottiljen JG 52 som inkluderade några av världens högst rankade flygaräss, däribland Erich Hartmann. Regementet led svåra förluster men fortsatte likväl att bjuda motstånd. Allt eftersom kriget fortsatte och tunnade ut leden av de kvinnliga besättningarna, blev ett fåtal män värvade till deras systerregementen; jaktregementet 586 och jaktbombregementet 587, men 588:e kvarstod med helt kvinnlig personal.
Vid de flesta tillfällena var regementets mål inte sådana att de kunde orsaka några större materiella skador hos fienden. Men natten till 25 oktober 1942, lyckades en bomb träffa mitt i bränsledepån vid den tyska flygbasen vid Armavir. Elden spred sig och sex Ju 88 nattjaktsplan och He 111-bombplan tillhörande KG 51 totalförstördes. Endast ett flygplan klarade sig utan skador. Det ledde till att KG 51 blev förflyttat till halvön Kerch. Den sjätte januari 1943 fick 588 erkännandet för sin personals enastående insats och fick benämningen ändrat till 46 Gv.BAP (46:e gardesnattbombsregementet)

### Krigsslutet
Regementet hade vid krigets slut belönats med ett stort antal utmärkelser, däribland 23 Sovjets hjälte och ett dussintal Röda fanan. Två av enhetens mest berömda piloter; Katja Rjabova och Nadja Popova, lyckades under en natt med bedriften att flyga 18 uppdrag över tyska linjer. 
Enligt den officiella sovjetiska statistiken flög Po-2-piloterna under kriget mer än 23 672 uppdrag och fällde över 23 000 ton bomber. De flesta av de överlevande besättningarna hade vid krigsslutet 1945 flugit närmare 1 000 uppdrag var. Trots sina plans uppenbara sårbarhet och stora brister gentemot de betydligt modernare tyska jaktplanen kvarstod de i frontens främsta led under hela kriget fram till slutstriden vid slaget om Berlin 1945.

## Stridstaktik

### Psykologisk krigföring
Regementet använde sig vanligen, som alla nattbombare, av psykologisk krigföring. Den bestod i att målen utgjordes av läger, bakre baser, depåer och liknande anläggningar dit fienden tagit sig för att vila upp sig. Den strategiska betydelsen av uppdragen var sällan särskilt hög, men de psykologiska effekterna av terrorns osäkerhet och ständiga oro för att bli anfallen bland axelmakternas personal var effektiv. 

### Låg hastighet
Nattbombningarna var väldigt svåra att genomföra, särskilt med tanke på de lågpresterande Po-2-planen (toppfarten var 150 km/h, vilket är lägre än jaktplanen under första världskriget), som var ett lätt byte för fientliga nattjaktplan. De ryska piloterna tränades i att göra planets svaghet till en styrka. Po-2 hade samtidigt en utmärkt rörlighet. När en tysk Me 109 försökte anfalla, gjorde det sovjetiska planet en skarp sväng vid en mycket lägre hastighet än vad den anfallande 109 klarade av att hålla, vilket på så sätt tvingade fiendeplanet att göra vida cirklar för att komma i anfallsvinkel igen. Många av piloterna flög nästan i marknivå, en del så lågt att de gömdes bakom häckar. Strategin gick ut på att få anfallarna att försöka komma i läge för skott gång på gång tills frustrationen hos anfallaren tog överhanden och de lät planet försvinna. Planen var så svåra mål att de tyska piloterna var lovade Järnkorset om de fick ner en Po-2.
Den lägsta hastigheten på E-, F-, och G-typerna av Me 109 (de typer som användes av Tyskland i öst) var runt 192 km/h, så Messerschmitten kunde aldrig komma i närheten av Po-2:ans låga fart, eftersom det sovjetiska biplanet toppfart var lägre än det tyska jaktplanets stallhastighet. Det andra jaktplanet som Luftwaffe vanligtvis använde på östfronten, Focke-Wulf Fw 190A, hade även det en hög lägsta hastighet, så förutsättningarna var ungefär desamma även för detta plan.

### Att undvika upptäckt
I sina anfall brukade Häxorna flyga fram mot sitt mål och, vid ett visst avstånd från målet, slå av sina motorer. Därifrån gled de tyst mot sitt mål. När fienden började kunna urskilja visslandet från vajrarna på planens vingar och insåg vad som var på väg att hända, var anfallet redan för långt gånget för att kunna avvärjas effektivt. Natthäxorna fällde sina bomber, startade motorerna och återvände hemåt.
Po-2 passerade oftast obemärkt under nattjaktens radar, eftersom deras kanvastäckta plan gav för liten reflektion för att kunna upptäckas på radar. Dessutom flögs de vanligtvis på en så låg höjd att jaktplanens radar inte kunde fånga upp dem. De jaktplan som var utrustade med infraröda sökare kunde inte heller urskilja värmeutvecklingen från den lilla motorn (110 hk).
Vid Stalingrad utvecklade tyskarna något som ryssarna kallade för "luftvärnscirkus". De tog fram luftvärnsbatterier som stått gömda under dagen, placerade dem i koncentriska cirklar runt troliga mål och gjorde likadant med sökljusen. De Po-2 som passerade parametrarna i par i den raka flygväg som är vanlig för oerfarna piloter, sköts ner av de tyska FlaK 37-kanonerna.
Efter att fått vetskap om den tyska taktiken, ändrade 588:e sitt angreppsmönster och utvecklade en helt egen taktik. De flög in i formationer om tre. Två plan gick in i området först och drog till sig sökljusens uppmärksamhet och när alla ljusen riktades mot de två, bröt de formationen och manövrerade vilt för att försöka undkomma dem. De som hanterade sökljusen fortsatte att följa de två planen, medan det tredje planet som legat en bit längre bak längs den väg som nu var mörklagd, smög fram till målet och försökte slå ut det. Därefter skulle anfallaren försvinna därifrån, ansluta sig till sina två kamrater och byta plats med dem tills alla tre levererat sin last.

## Betydelse och eftermäle
Regementet genomförde cirka 23 000 uppdrag under kriget. Förlustsiffrorna var dock höga.

### Citat
- "Even if it were possible to gather and place at your feet all the flowers on earth, this would not constitute sufficient tribute to your valour."

-dedikation från Frivilliga franska jaktregementet Normandie-Niemen, som ofta stred sida vid sida med 588:e
- "Det låg bortom vår fattningsförmåga att de sovjetiska flygare som orsakat oss sådana problem faktiskt var kvinnor. Dessa kvinnor fruktade inget. De återkom natt efter natt i sina väldigt långsamma biplan, och stundtals höll de oss alla sömnlösa."

- Hauptmann Johannes Steinhoff, Kommendör II./JG 52, Riddarkors med eklöv, September 1942.
- "Ingen verkar veta exakt när de började kalla oss "Natthäxorna". Vi stred i Kaukasus , i närheten av Mozdok ; på ena sidan staden fanns vi och på andra sidan den tyska armén. Vi bombade tyskarna varje natt och ingen av oss blev nedskjuten, så tyskarna började tala om oss som "Natthäxorna", eftersom det verkade omöjligt att döda oss, eller ens att träffa oss."

-fänrik Serafima Amosova-Taraneko, 46 Gv.BAP

### Inom kulturen
Den svenska hårdrocksgruppen Sabaton har en låt vid namnet Night Witches på sitt album Heroes.